# Hiroshi Kazato
Hiroshi Kazato, född den 13 mars 1949 i Chiba, Japan, död den 2 juni 1974 i Gotemba, Japan, var en japansk racerförare.

## Racingkarriär
Kazato gjorde sig känd på den internationella scenen när han blev tia i Can-Am säsongen 1971 för Carl Haas team med Lolabyggda chassin. Han deltog därefter i Formel 2-EM säsongerna 1972 och 1973, där han tog sju poäng. Kazato var dock aldrig särskilt lyckosam i serien och blev inte den förste japanen att nå formel 1. Kazato omkom i en krasch i Fuji Grand Champion Series säsongen 1974 på Fuji Speedway, efter att ha kolliderat med en stillastående bil i hög fart. Även Seiichi Suzuki gjorde samma sak och avled.